# San Gil (ort i Colombia, Santander, San Gil)
San Gil är en ort i Colombia.   Den ligger i kommunen San Gil och departementet Santander, i den centrala delen av landet, 240 km norr om huvudstaden Bogotá. San Gil ligger 1 277 meter över havet och antalet invånare är 33 592.
Terrängen runt San Gil är kuperad. Runt San Gil är det ganska tätbefolkat, med 75 invånare per kvadratkilometer. San Gil är det största samhället i trakten. Omgivningarna runt San Gil är en mosaik av jordbruksmark och naturlig växtlighet.